# Локоно
Локоно або Араваки — народ з групи араваків, що є тубільним населенням північного узбережжя Південної Америки. У наші часи, уздовж морських узбереж та річок Венесуели, Гаяни, Суринаму, Французької Гвіани та Барбадосу живе 10 000 представників цього народу. Вони говорять мовою аравак, що належить до аравацьких мов, а також різними креольськими мовами та англійською.